# Gymnothorax javanicus
La murena gigante (Gymnothorax javanicus (Bleeker, 1859)) è un pesce appartenente alla famiglia Muraenidae.

## Descrizione
È la più grande murena esistente, potendo raggiungere i 3 m di lunghezza e i 30 kg di peso.
Gli adulti hanno una livrea bruna maculata di nero, con una evidente macchia nera che circonda l'apertura branchiale.

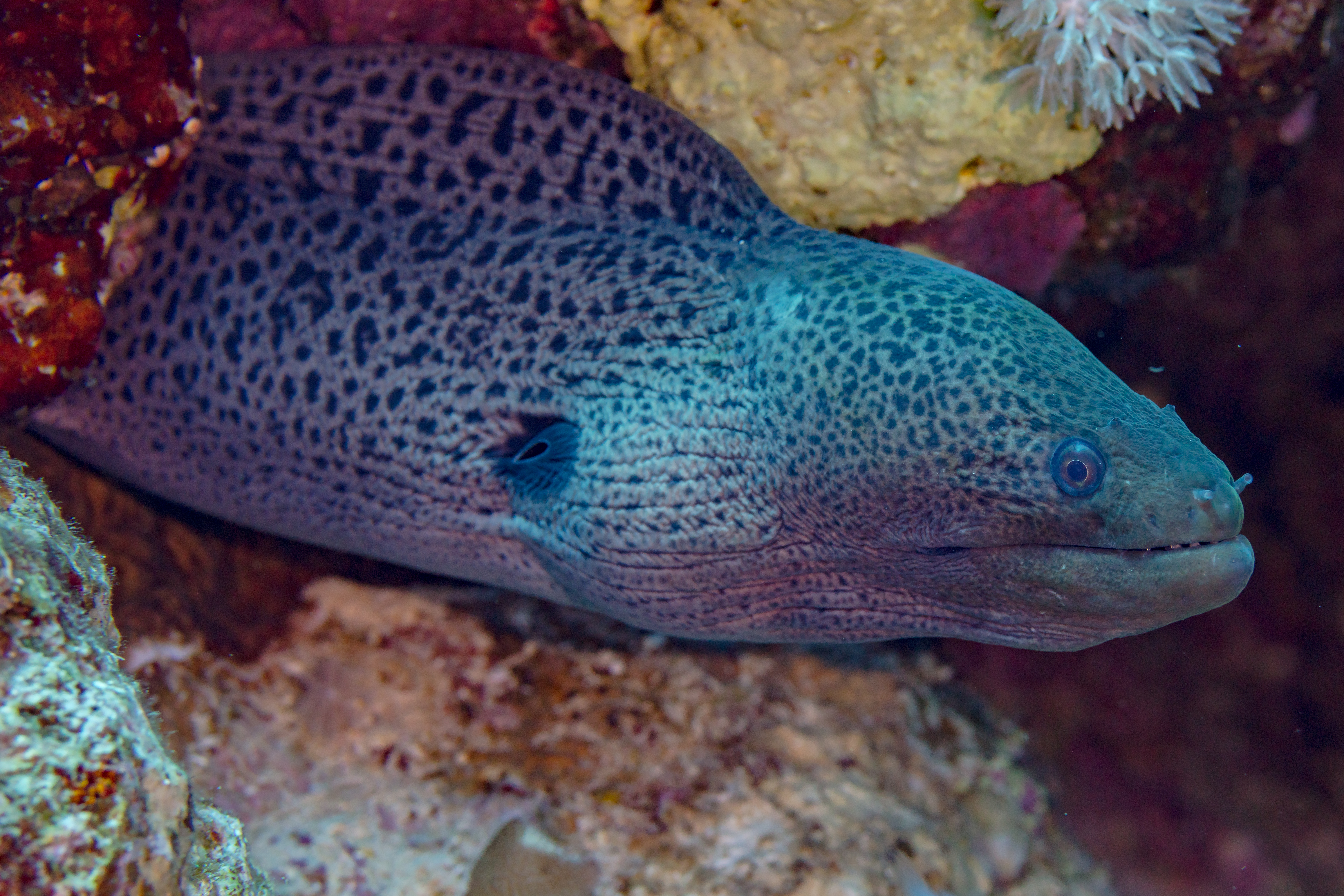
Primo piano di G. javanicus

## Biologia
È un animale solitario, che trascorre il giorno al riparo in anfratti delle barriere coralline.

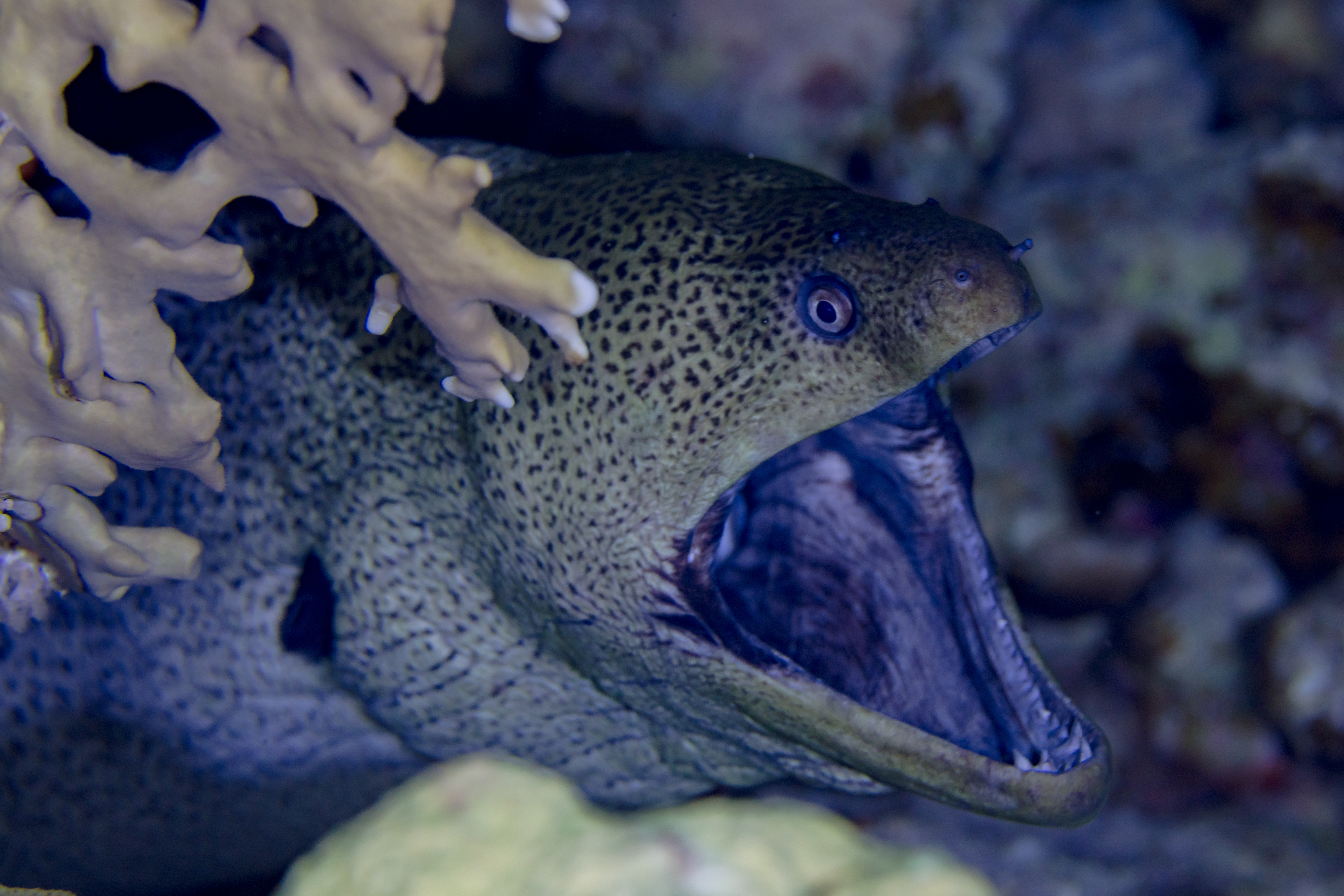
La temibile dentatura di un giovane G. javanicus

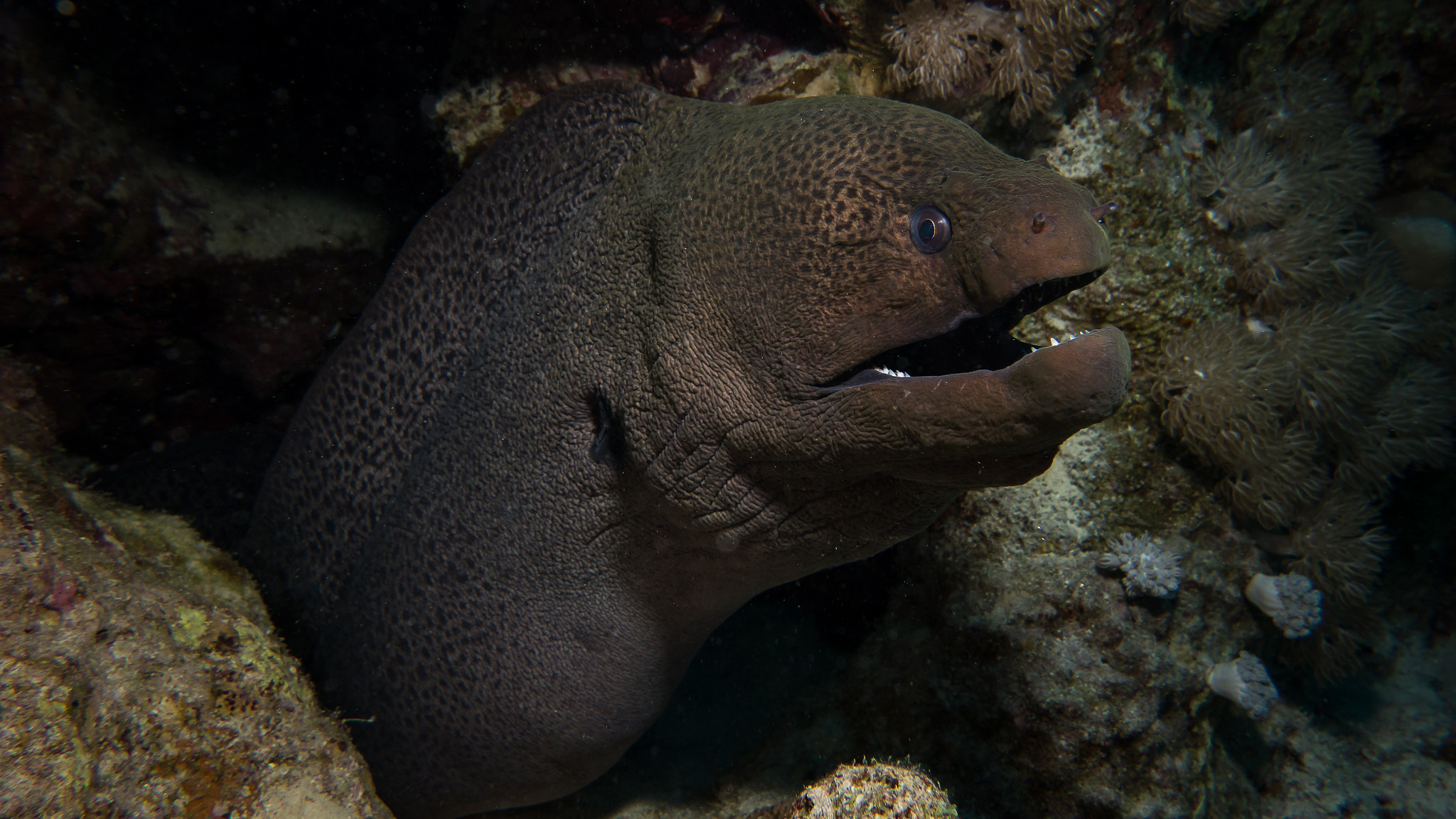
Di notte G. javanicus lascia la tana per andare a cacciare le prede

È un carnivoro che si nutre di pesci, cefalopodi e crostacei, cacciando prevalentemente durante la notte. È specializzata nello scovare i polpi e i pesci che di notte si riparano tra i coralli; la sua preda preferita è il polpo del reef, un grosso polpo che arriva a stremare avvitandosi su sé stessa dopo il morso, così da staccare le braccia e da rendere in brandelli il corpo molle. Sono state riprese inoltre murena giganti cibarsi di specie di murena più piccole, o addirittura di piccoli squali di barriera. Spesso adotta strategie di caccia cooperative (esempio di comunicazione interspecifica) con la cernia indo-pacifica e con il pesce Napoleone.
Per le dimensioni e la bocca irta di denti la murena gigante ha pochi predatori naturali. I giovani esemplari possono essere predati da grosse cernie o squali del reef, come i pinna bianca e i pinna nera. Gli adulti possono essere occasionalmente predati da predatori più grossi, come squali grigi o squali tigre.
Al contrario di come molti pensano, nessuna specie di murena è velenosa, né tanto meno aggressiva: morde solo se seriamente disturbata. Nonostante le dimensioni la murena gigante si lascia avvicinare senza timore dall'uomo; il rischio che possa mordere è più alto solo quando viene offerto del cibo all'animale. Per questo, la pratica molto usata di cibare le murene in immersione con del pesce morto è sconsigliata: non avendo una vista eccezionale, è capitato che una murena gigante, confondendo il dito di un sub per un pesce offertogli, lo staccò accidentalmente dalla mano dell'uomo con un morso. A parte queste casistiche eccezionali, è un pesce timido e quieto verso l'uomo, e la credenza che sia velenosa non è fondata. L'unico rischio, in caso di morso, è che la ferita si infetti.

## Distribuzione e habitat
La specie è ampiamente diffusa nel bacino dell'Indo-Pacifico, dal Mar Rosso e dalle coste dell'Africa orientale, sino alle isole Ryukyu e alle Hawaii a nord, alle isole Marchesi e alle isole Pitcairn a est, alla Nuova Caledonia e alle isole Australi a sud.
La murena gigante vive nelle barriere coralline tropicali, dalla superficie a pochi metri di profondità. Di giorno preferisce nascondere il lungo corpo tra i coralli, lasciando sporgere solo la testa, mentre di notte si muove serpentinamente tra gli anfratti in cerca di prede.